# G3 osztályú csatacirkáló
A G3 osztályú csatacirkálók a Brit Királyi Haditengerészet fegyverkezési programjának részét képezték az 1920-as évek elején. A terv részeként 4 csatacirkálót és 4 csatahajót kívánt építeni a brit haditengerészet. A hajókon a munkát végül még a vízre bocsátásuk előtt felfüggesztették, mivel a britek időközben aláírták a washingtoni fegyverzetkorlátozási-egyezményt.

## Előzmények
Az első világháború lezárulta után tovább folyt a vezető tengeri hatalmak között a fegyverkezési verseny. Ennek részeként a britek, az amerikaiak és a japánok is az ellenfelekénél erősebb hajókat akartak építeni.
A britek erre a problémára részben a G3 osztályú csatacirkálókkal reagáltak volna. A brit elképzelés egy olyan hajóosztály lett volna, ami minden ellenséges hajót elavulttá tett volna.

## Jellemzők
A G3 osztályt ugyan hivatalosan csatacirkálóknak nevezték volna, de a gyakorlatban megvalósulásuk esetén inkább gyors csatahajók lettek volna. Ennek az volt az oka, hogy ugyan a többi korabeli csatahajónál gyorsabbak lettek volna, de ennek ellenére a fegyverzetük és a páncélzatuk összemérhető lett volna a korabeli legerősebb csatahajókéval.
A hajók maximális vízkiszorítása 53909 tonna, hosszuk 260 méter, merülésük 10,2 méter lett volna.
A hajógépek teljesítménye 160 ezer lóerő lett volna, amivel az osztály tagjai 31-32 csomós sebességre lettek volna képesek.
Az osztály a legújabb páncélzati sémát alkalmazta volna, modern torpedóvédelemmel együtt. A britek ezen az osztályon alkalmaztak volna legelőször háromlöveges lövegtornyokat.
A páncélzat a legerősebb részen 356 mm vastag lett volna a páncélövnél, míg a páncélfedélzet legerősebb része 203 mm vastag lett volna.
Az osztály innovációja lett volna, hogy szakítottak volna a lövegtornyok hagyományos elrendezésével. A hajó elejére összpontosított lövegtornyok súlyt takarítottak meg, és lehetővé tették erősebb páncélzat alkalmazását.
Szakértők szerint az osztály hasonló mértékben forradalmi lett volna, mint 17 évvel korábban a Dreadnought (ami addigra már elavult).

## Végkifejlet
Ugyan az osztály terveit 1921-ben az Admiralitás jóváhagyta, de a rendeléseket még abban az évben törölték, mivel a washingtoni egyezmény megegyezése értelmében az új hajók építését az aláírók felfüggesztették.